# 淡路人形座
淡路人形座（あわじにんぎょうざ）は、兵庫県南あわじ市福良にある淡路人形浄瑠璃の上演施設であり、その保存・上演団体のことも指す。

## 歴史

### 近代以前

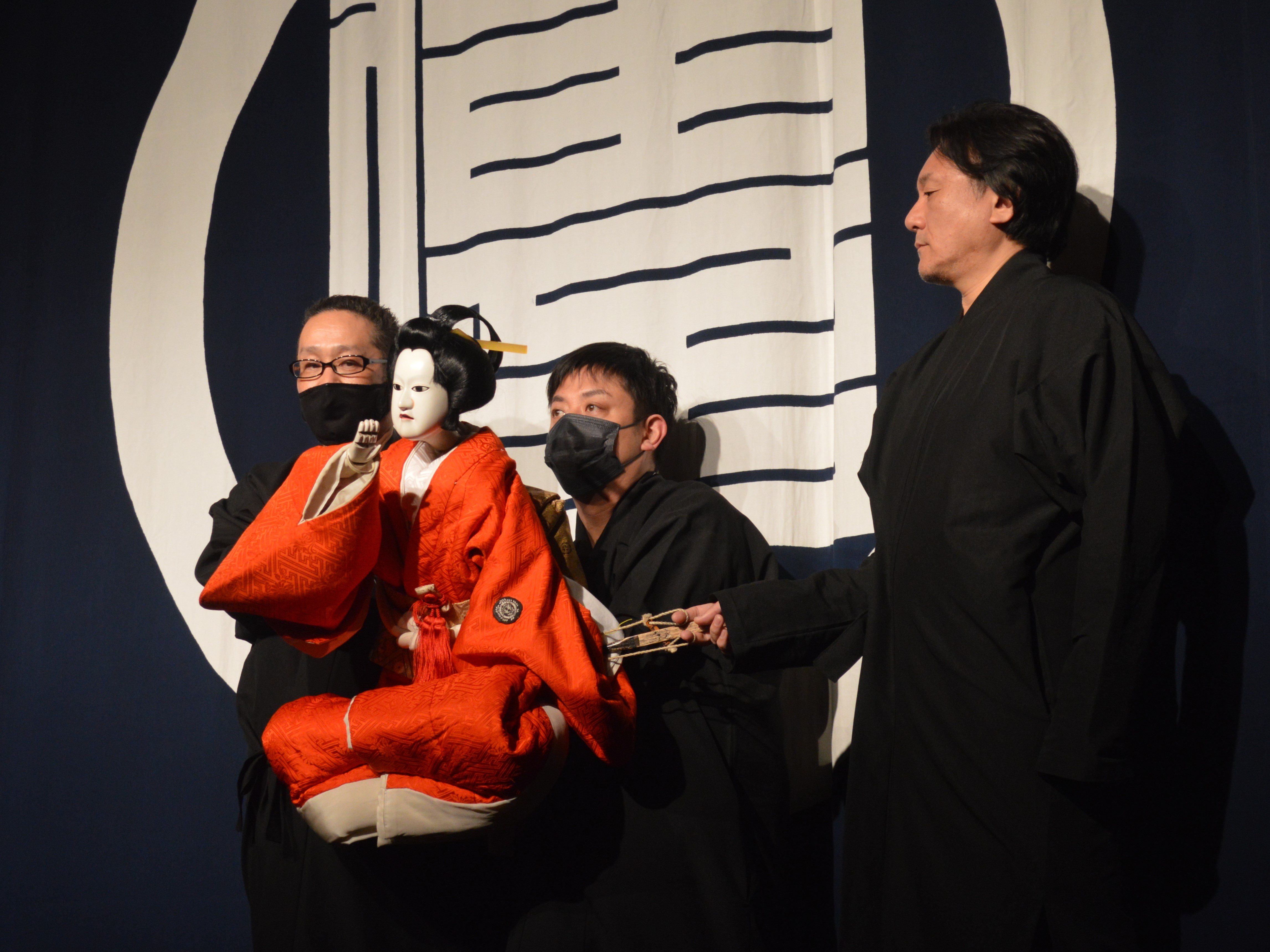
三人遣いの淡路人形座

淡路人形浄瑠璃は淡路島で継承されている人形芝居であり、義太夫節による三人遣いの人形芝居である。最盛期は江戸時代前期であり、44座（劇団）が全国を巡業して人形浄瑠璃の公演を行っていた。明治以降は衰勢をたどり、特に太平洋戦争後にはテレビや映画などの娯楽に押された。

### 現代

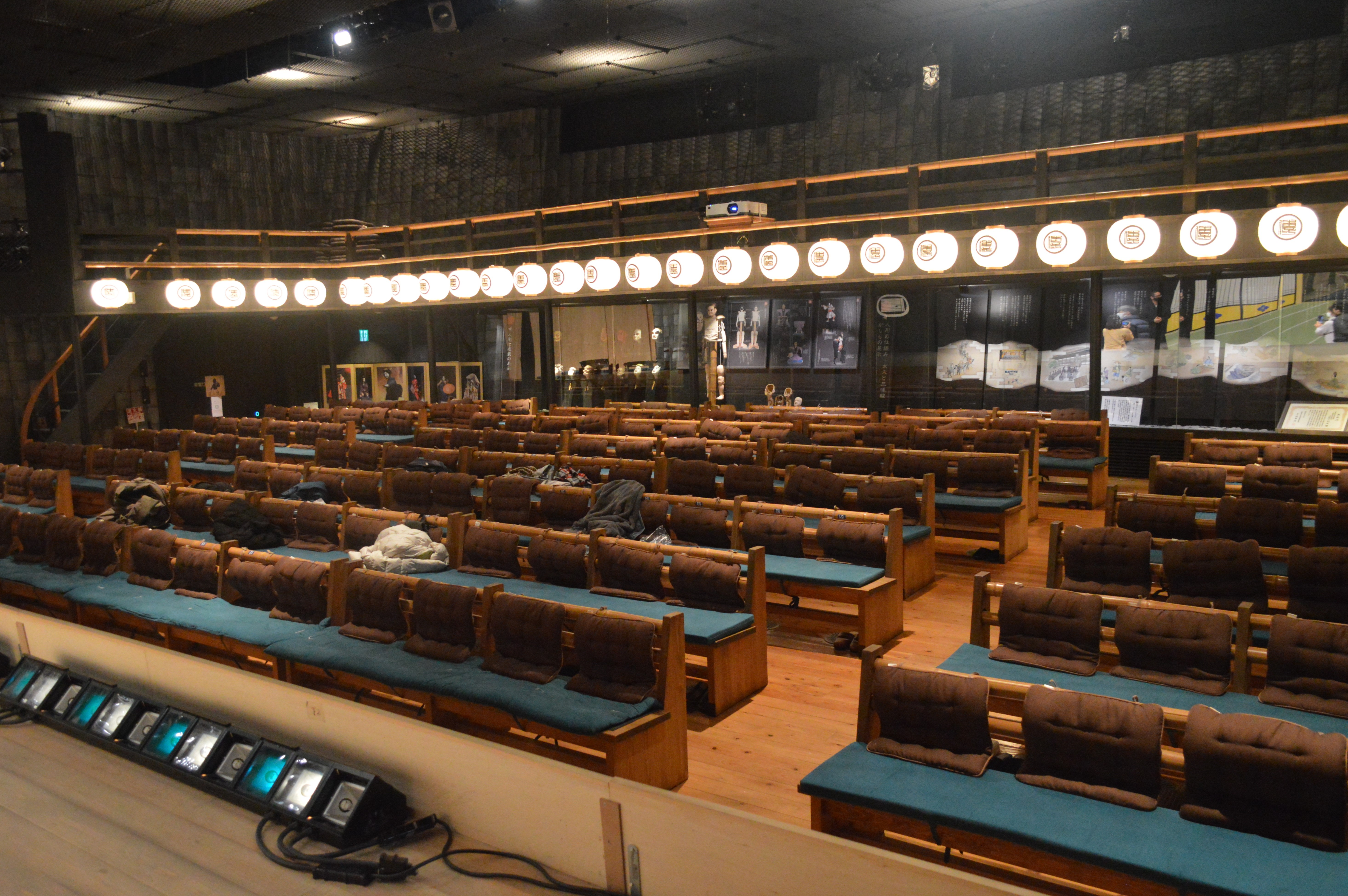
淡路人形座の客席

1964年（昭和39年）、淡路人形浄瑠璃を継承する目的で三原郡三原町（現・南あわじ市）に設立されたのが淡路人形座である。1968年（昭和43年）には三原郡南淡町（現・南あわじ市）福良の観潮船乗り場に移転し、1969年（昭和44年）には淡路人形協会が発足した。
1976年（昭和51年）5月4日、淡路人形浄瑠璃は人形芝居の変遷の過程において貴重な価値を有していると評価され、国指定重要無形民俗文化財に指定された。保護団体は財団法人淡路人形協会である。1985年（昭和60年）には淡路人形座が観潮船乗り場から淡路人形浄瑠璃館に移転した。
なお、1972年（昭和47年）11月8日には皇太子明仁が洲本市の淡路島観光ホテルで淡路人形浄瑠璃を鑑賞しており、1985年（昭和60年）8月27日には、南淡町福良のうずの丘 大鳴門橋記念館で淡路人形座の公演を鑑賞している。
1995年（平成7年）9月29日から10月1日には、南淡町と三原町で第5回全国人形芝居サミット&フェスティバルが開催された。同年1月17日に発生した阪神・淡路大震災の影響で、一時は開催が危ぶまれていた。1997年（平成9年）にはサントリー地域文化賞を受賞した。1998年（平成10年）には淡路人形座の鶴澤友路が義太夫節三味線の人間国宝に選定された。
1997年（平成9年）にはフランス・シャルルヴィル＝メジエールで開催された世界人形劇フェスティバルに主役として招待され、同年11月にはアメリカ公演を、1998年（平成10年）にはマレーシア公演やオーストラリア公演を、1999年（平成11年）には台湾公演を行った。
淡路人形座の旧会館は年を追うごとに観客数が減少していたが、2012年（平成24年）8月8日には福良港に淡路人形座の新会館が竣工した。建築家の遠藤秀平が設計した建物は、人形の頭部（かしら）を模して曲線を多用したデザインであり、エキスパンドメタルを型枠に用いた特殊な構法を採用している。2013年（平成25年）12月14日・15日には淡路人形座で第13回全国人形芝居サミット&フェスティバルが開催された。
2018年（平成30年）時点では、淡路人形座は淡路人形浄瑠璃の常設公演を行う唯一の施設・団体である。

## アクセス
- らん・らんバスうずしお号 - 淡路人形座前停留所
- 淡路交通福良バスターミナル - 北側の道路を挟んで隣接
- みなと観光バスUZU LOOP Free Shuttle Bus - 道の駅福良停留所・南側の道路を挟んで隣接